# Acanthemblemaria harpeza
Acanthemblemaria harpeza is een  straalvinnige vissensoort uit de familie van snoekslijmvissen (Chaenopsidae). De wetenschappelijke naam van de soort is voor het eerst geldig gepubliceerd in 2002 door Williams.